# رفع الصقيع

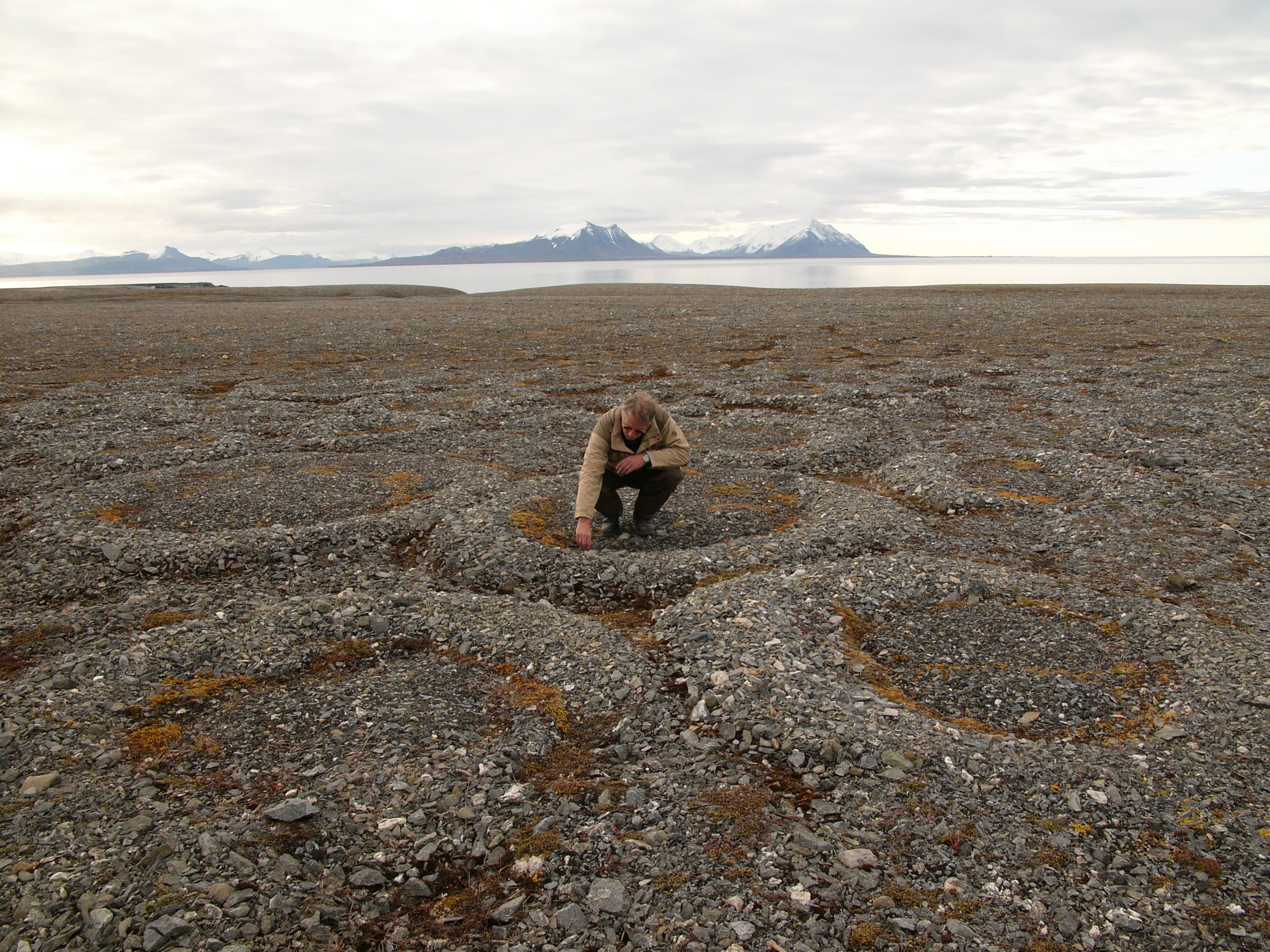
تأثير رفع الصقيع على سطح التربة

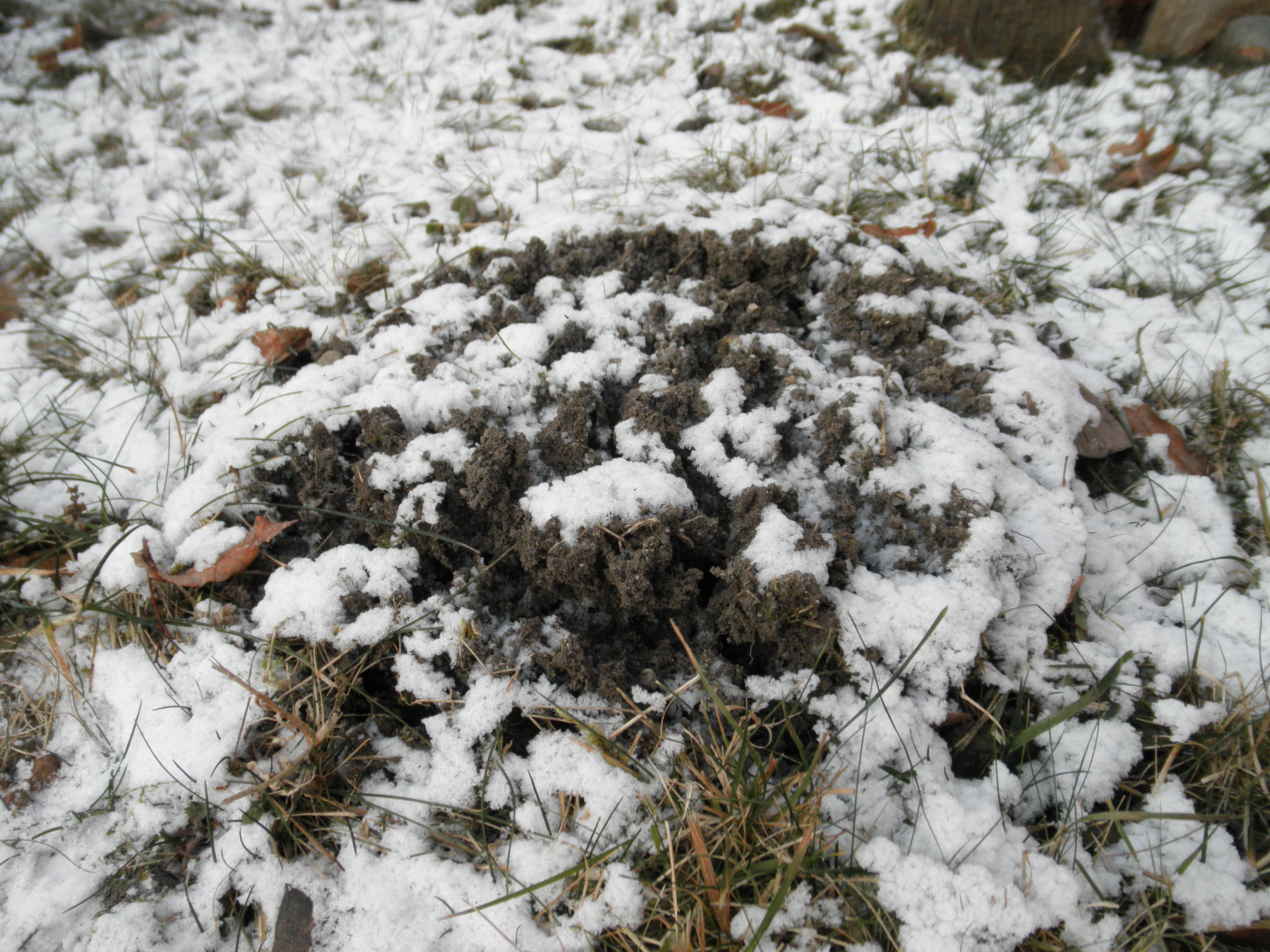
انتفاخ في سطح التربة نتيجة رفع الصقيع

رفع الصقيع (بالإنجليزية: Frost heaving)‏ ينتج عن تشكل الجليد تحت سطح التربة خلال فترات التجمد في الغلاف الجوي. ينمو الجليد في اتجاه فقدان الحرارة (عموديا نحو السطح)، ابتداء من مقدمة التجمد أو حدود التربة. وهو يتطلب إمداد بالماء لتغذية نمو البلورات الجليدية، ويتم إعاقة هذا النمو في التربة السطحية، التي تطبق حمل يحد من نموه العمودي، ويؤدي إلى تكوين منطقة على شكل عدسة من الثلج داخل التربة. وإن قوة واحدة أو أكثر من هذه العدسات كافية لرفع طبقة التربة 30 سم أو أكثر. يجب على التربة أن تكون مسامية لتساعد على الخاصية الشعرية للماء التي تغذي العدسات الجليدية، ويشار إلى مثل هذه التربة سريعة التأثر بفعل الصقيع. إن الارتفاع التفاضلي بسبب رفع الصقيع يمكن أن يكسر طبقات الرصف وسطح الطريق في الطرق وأساسات البناء.
تعد إبر الجليد أساس رفع الصقيع التي تظهر في بداية موسم التجمد التي تتوغل عميقاً في التربة قبل تجمد سطح التربة.